# Спираль баланса

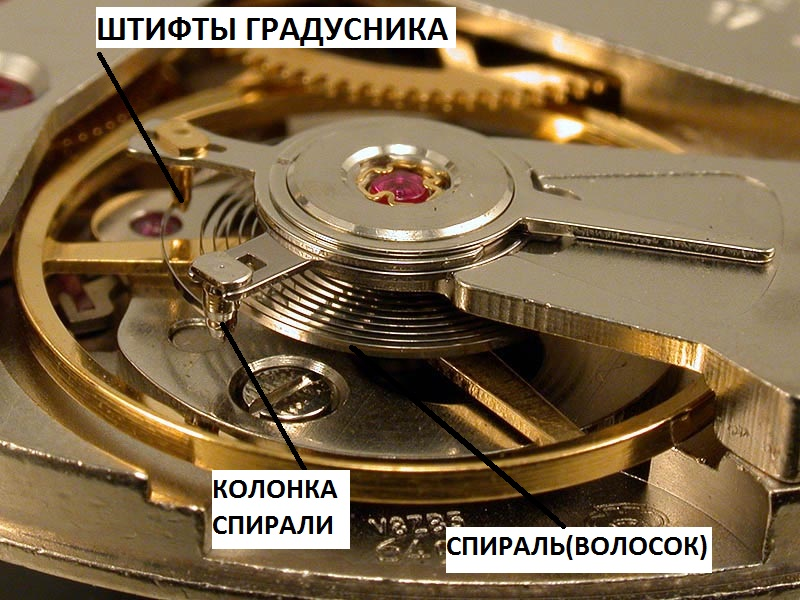
Спираль баланса

Спираль баланса — элемент балансирного механизма часов.

## Принцип работы
Назначение спирали — поддерживать незатухающие колебания баланса. Спираль имеется во всех механических часах.
Спираль работает в двух режимах: как только баланс, вращаясь на оси, выводит спираль из нормального положения равновесия, она сжимается или разжимается (смотря по направлению движения баланса), в ней развиваются силы упругости, противодействующие вращению баланса, и это вращение продолжается, постепенно замедляясь, лишь до тех пор, пока не разовьётся достаточная сила упругости спирали, чтобы остановить баланс и придать ему обратное движение, ускоряющееся вплоть до прохождения балансом положения равновесия. Вращаясь в обратную сторону по инерции дальше, баланс снова выводит спираль из нормального положения, появляются силы упругости, останавливающие баланс и так далее.
Спираль имеет форму Архимеда и для нормальной работы часов необходимо, чтобы шаг между витками спирали был постоянным. При скручивании и раскручивании спирали витки должны находиться в одной плоскости параллельно ободу и мосту баланса, не должны касаться друг друга, так как это будет влиять на точность хода (часы будут очень сильно спешить). Это связано с тем, что изменяется рабочая часть спирали баланса, которая была изначально настроена на определенную длину. Точная регулировка хода часов осуществляется таким же методом, только в том случае движения градусника очень малы (доли миллиметра). Между штифтами градусника проходит наружный виток спирали. При повороте градусника штифты скользят вдоль наружного витка спирали, тем самым удлиняя или укорачивая рабочую часть спирали.

## Заскок спирали баланса

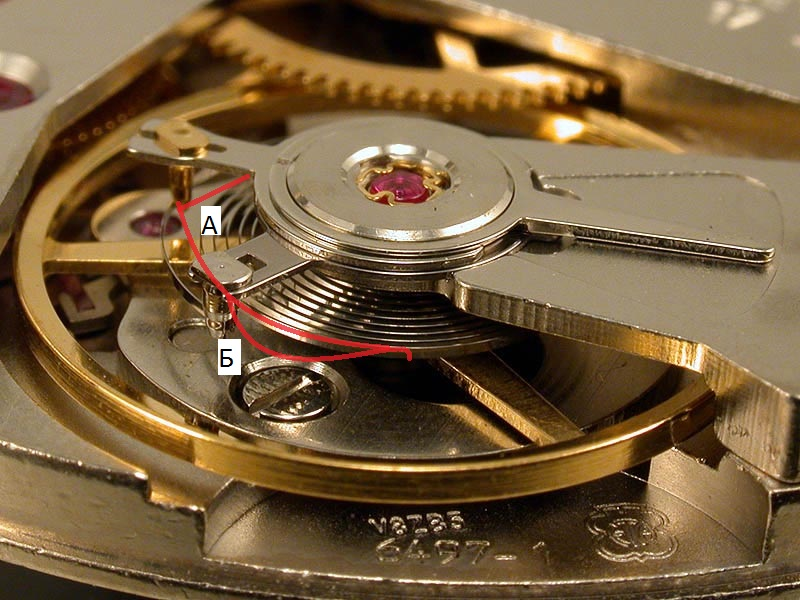
Заскок спирали баланса: А — заскок спирали за штифты градусника, Б — заскок спирали за колонку спирали.

При нарушении правил эксплуатации часов, при резких ударах или сотрясениях может произойти заскок спирали (волоска) баланса. Это происходит в момент скручивания спирали, когда она имеет максимально расслабленный вид. Если в этот момент произойдет резкое сотрясение, удар, то может произойти заскок спирали за колонку спирали или за штифты градусника, либо витки могут зацепиться друг за друга.
Вследствие этого эффективная длина спирали уменьшается, и часы начинают спешить до 60-90 минут в сутки. Это является первым признаком заскока волоска, но необходимо исключить версию намагниченности спирали, размагнитив её.
Устранение заскока волоска не требует замены деталей и разборки часового механизма. Исправляется заскок волоска приложением ударной силы на механизм часов в противоположном направлении. Учитывая, что частота вращения баланса составляет обычно 8 оборотов в секунду, восстановление правильной геометрии спирали (волоска) баланса происходит сразу. Успешность проведенной манипуляции контролируется по прибору проверки точности хода механических часов. Во вскрытии корпуса часов обычно нет необходимости.